# Аль-Хасан, Абдул Рашид
Абдул Рашид Аль-Хасан (урду عبدالرشيد الحسن‎, англ. Abdul Rashid Al-Hasan, 14 апреля 1959, Годжра, Пакистан) — пакистанский хоккеист (хоккей на траве), полевой игрок. Олимпийский чемпион 1984 года.

## Биография
Абдул Рашид Аль-Хасан родился 14 апреля 1959 года в пакистанском городе Годжра.
Играл в хоккей на траве за «Пакистан Кастомз» из Карачи.
В 1984 году вошёл в состав сборной Пакистана по хоккею на траве на летних Олимпийских играх в Лос-Анджелесе и завоевал золотую медаль. Играл в поле, провёл 7 матчей, мячей не забивал.
В 1984—1987 годах провёл за сборную Пакистана 18 матчей, забил 7 мячей.